# Siegbert Zöller
Siegbert Zöller (* 18. Oktober 1953) ist ein ehemaliger deutscher Fußballtorhüter.

## Karriere
In der Saison 1977/78 der 2. Bundesliga Süd stand Zöller in acht Spielen im Tor der Würzburger Kickers. Seine erste Partie war am ersten Spieltag die 0:1-Heimniederlage gegen die SpVgg Bayreuth. Zuletzt kam er am letzten Spieltag gegen Eintracht Trier zum Einsatz; dieses Spiel ging mit 0:3 verloren.